# Alban Gerhardt

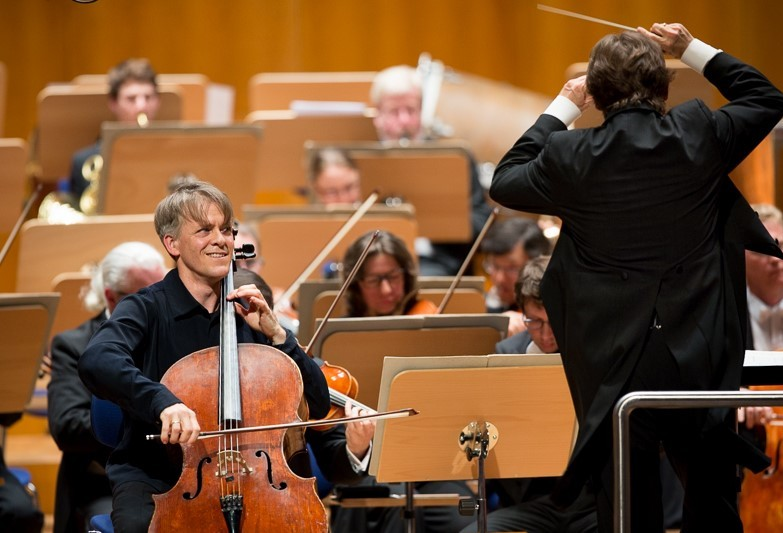
Alban Gerhardt in der Tonhalle Düsseldorf, 2014

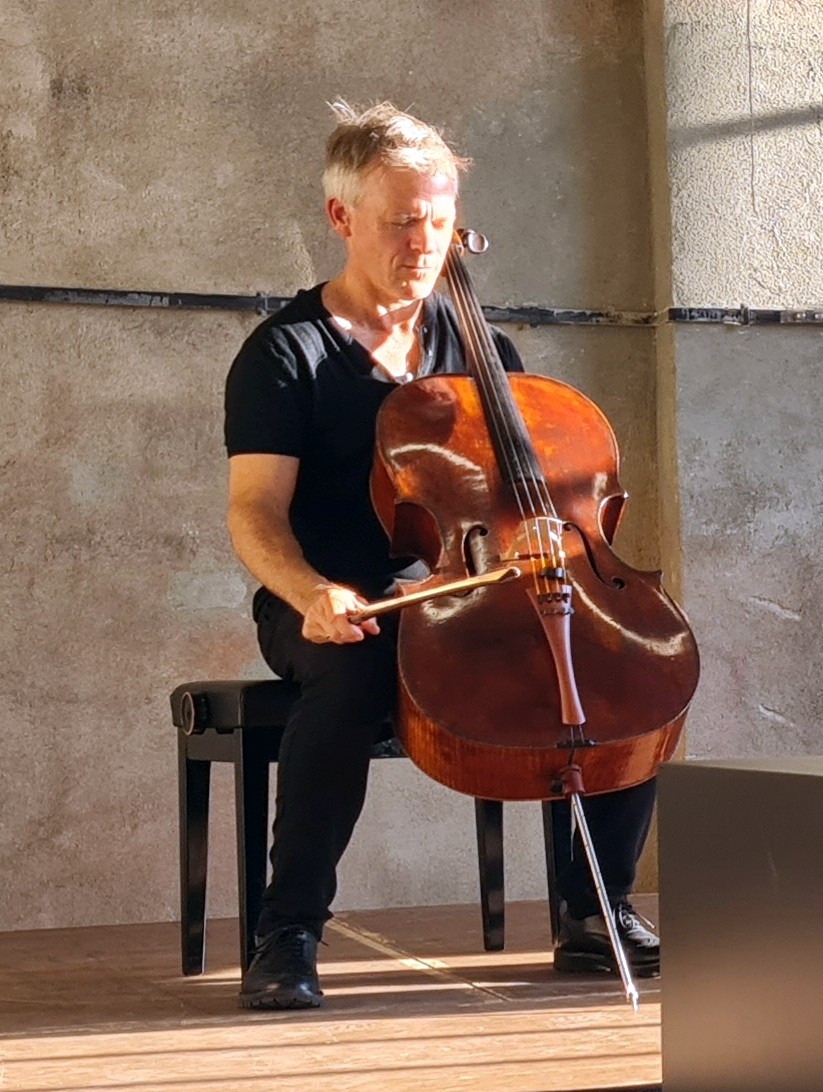
Alban Gerhardt 2022 beim mdr Musiksommer in der Energiefabrik Knappenrode

Alban Gerhardt (* 1969 in Berlin) ist ein deutscher Cellist. Er etablierte sich solistisch als einer der bekannten Cellisten unserer Zeit und trat mit vielen internationalen Orchestern auf, beispielsweise mit den Berliner Philharmonikern, dem Cleveland Orchestra oder dem London Philharmonic Orchestra. Er spielt ein Cello von Matteo Gofriller, gebaut im Jahr 1710.

## Leben
Alban Gerhardt wurde in eine Berliner Musikerfamilie hineingeboren. Mit acht Jahren begann er das Cello- und Klavierspiel. Er lernte und studierte unter anderem bei Boris Pergamenschikow in Köln, Marion Vetter, Götz Teutsch, Markus Nyikos und Frans Helmerson. Gerhardt ist mit der Geigerin Gergana Gergova verheiratet und lebt in Madrid.

## Musikalische Karriere
Gerhardt debütierte am 22. Februar 1987 mit Joseph Haydns Cellokonzert D-Dur mit dem Kammerorchester der Berliner Philharmonie. Früh konnte Gerhardt Erfolge bei verschiedenen Wettbewerben feiern und gewann Preise beispielsweise 1990 beim Deutschen Musikwettbewerb Bonn, dem ARD Musikwettbewerb im selben Jahr sowie dem Leonard-Rose-Wettbewerb 1993.
Seine internationale Karriere begann mit seinem Debüt als 21-Jähriger bei den Berliner Philharmonikern unter Semyon Bychkov. Seitdem war er bei über 250 Orchestern in der ganzen Welt eingeladen, darunter das Royal Concertgebouw Orchestra, London Philharmonic Orchestra, NHK Symphony Orchestra, Cleveland Orchestra, Boston Symphony Orchestra, San Francisco Symphony Orchestra, Philadelphia Orchestra, Chicago Symphony Orchestra, City of Birmingham Symphony Orchestra, Royal Stockholm Philharmonic Orchestra und Tonhalle-Orchester Zürich. Partner am Pult waren unter anderem Myung-Whun Chung, Christoph von Dohnányi, Christoph Eschenbach, Marek Janowski, Neeme Järvi und Paavo Järvi, Wladimir Jurowski, Sir Neville Marriner, Kurt Masur, Andris Nelsons, Sakari Oramo, Kirill Petrenko, Esa-Pekka Salonen, Christian Thielemann, Michael Tilson Thomas und David Zinman. Von 2012 bis 2015 war Alban Gerhardt Artist in Residence des Oregon Symphony Orchestra und in der Saison 2014/15 Artist in Focus der Londoner Wigmore Hall.
Alban Gerhardts Repertoire ist umfangreich – so hat er bereits über 70 verschiedene Cellokonzerte aufgeführt. Ihm ist ein großes Anliegen, unbekanntere Werke vor dem Verschwinden von der Konzertbühne zu bewahren. Durch die häufige Zusammenarbeit mit zeitgenössischen Komponisten wie Peteris Vasks, Brett Dean, Jörg Widmann, Osvaldo Golijov, Matthias Pintscher, Thomas Larcher oder Mathias Hinke erweitert er sein Repertoire stetig. Besonders hervorzuheben ist das für Alban Gerhardt geschriebene Cellokonzert der Komponistin Unsuk Chin, das er 2009 bei den Proms in London uraufgeführt und seitdem in den Niederlanden, Deutschland, Skandinavien, im Fernen Osten und in den USA aufgeführt hat.
Zur Premiere schrieb der Guardian: „The hugely challenging cello part was composed specifically for Alban Gerhardt, who made its difficulties and teeming luminous detail seem the most naturally expressive things in the world, playing from memory and maintaining perfect coordination and balance with Ilan Volkov and the BBC Scottish Symphony. It’s a major addition to the concerto repertory.“ Im August 2014 erschien die Einspielung des Konzerts bei der Deutschen Grammophon in der revidierten Fassung von 2013.

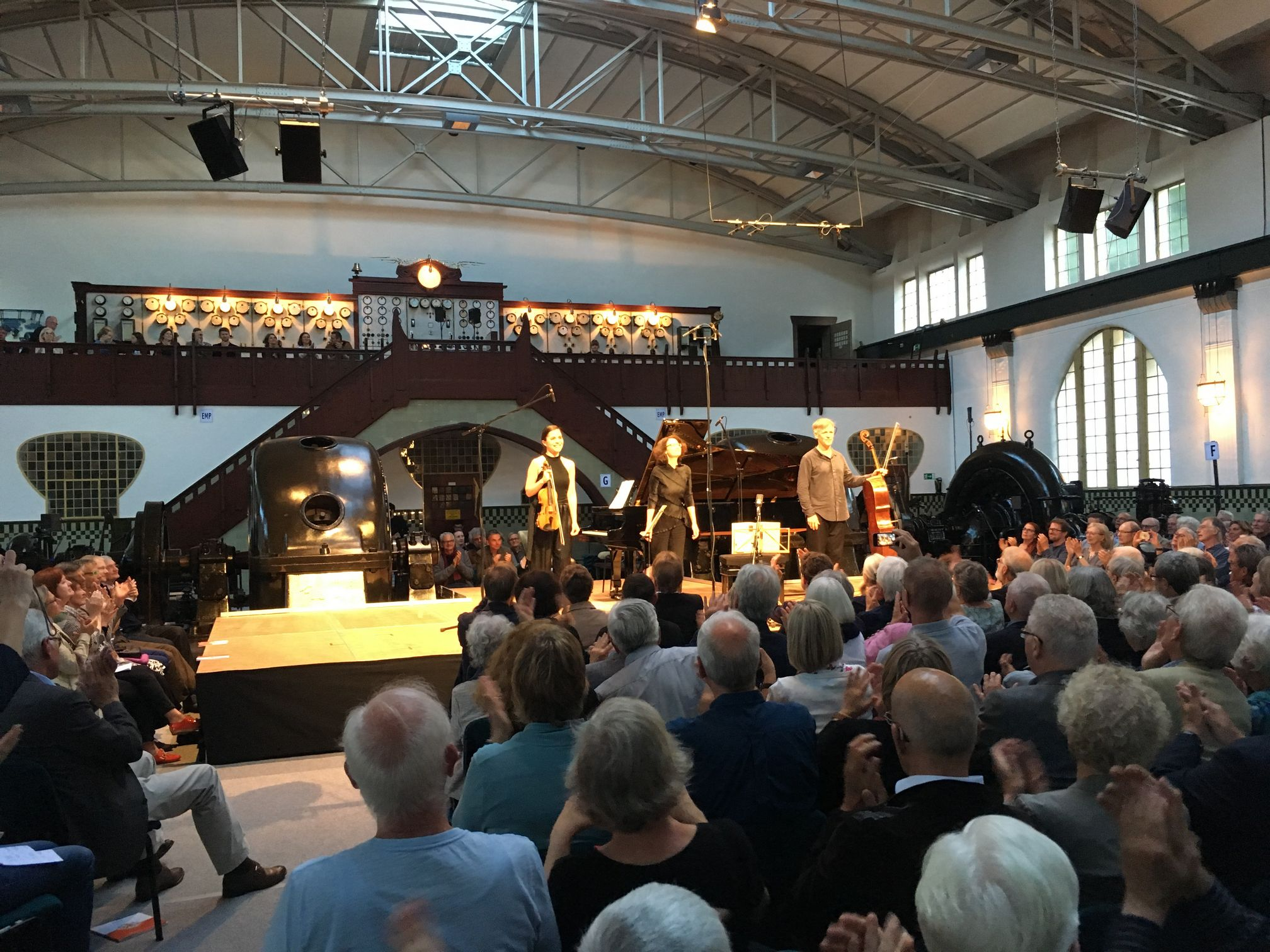
Auftritt beim Spannungen-Festival 2018: Gergana Gergova (Geige), Dina Ugorskaja (Piano) und Alban Gerhardt (Cello)

Neben seiner intensiven solistischen Tätigkeit hat auch die Kammermusik in Alban Gerhardts Schaffen eine wichtige Bedeutung. Bei internationalen Festivals wie den BBC Proms in London oder dem Edinburgh Festival und in renommierten Sälen wie der Berliner Philharmonie, der Wigmore Hall in London, der Suntory Hall in Tokio und dem Pariser Théâtre du Châtelet musiziert er regelmäßig mit Kammermusikpartnern wie Steven Osborne, Cecile Licad, Jörg Widmann, Brett Dean, Nils Mönkemeyer, Lars Vogt, Christian Tetzlaff, Lisa Batiashvili, Arabella Steinbacher, Gergana Gergova, Baiba Skride und Emmanuel Pahud.
2019 hat Gerhardt gemeinsam mit Gergana Gergova, der Choreographin Sommer Ulrickson, dem Bildhauer Alexander Polzin und dem Tänzer Dan Pelleg das Stück „Love in fragments“, das visuelle Kunst, Musik und Tanz vereint, im Kulturzentrum 92Y in New York uraufgeführt.
Nach dem Tod von Dieter Rexroth im April 2024 übernahm er gemeinsam mit Mathias Hinke die Künstlerische Leitung des Berliner Festivals Young Euro Classic.

## Aufnahmen
Alban Gerhardts CD-Einspielungen sind mehrfach ausgezeichnet worden, unter anderem dreimal mit dem ECHO Klassik (1998, 2003 und 2009) und dem ICMA. Große Aufmerksamkeit erhielt die Gesamteinspielung der Werke für Violoncello von Benjamin Britten (1913–1976) zu dessen 100. Geburtstag für das britische Label Hyperion Records, mit der er für den Gramophone Award 2013 nominiert war. Mit Hyperion besteht eine intensive und langfristige Zusammenarbeit.
Die Aufnahme von Unsuk Chins Cellokonzert, veröffentlicht bei der Deutschen Grammophon, gewann 2015 den BBC Music Magazine Award und war unter den Finalisten der Gramophone Awards 2015. Verdient gemacht hat Gerhardt sich durch die Aufnahmen selten gespielter Cellokonzerte, u. a. von Eugen d’Albert, Samuel Barber, Albert Dietrich, Christoph von Dohnányi, George Enescu, Wilhelm Fitzenhagen, Friedrich Gernsheim, Hans Erich Pfitzner, Henri Vieuxtemps, Robert Volkmann und Eugène Ysaÿe.

## Soziales Engagement
Ein großes Anliegen ist es Alban Gerhardt, alte Hör- und Konzertgewohnheiten aufzubrechen und ein neues Publikum für klassische Musik zu begeistern, etwa mit seinen speziell an eine junge Hörerschaft gerichteten Programmen, Besuchen an Schulen und Krankenhäusern oder Projekten wie Bach im Bahnhof. In Kooperation mit der Deutschen Bahn spielte Gerhardt 2012 in verschiedensten Bahnhöfen kleine Solokonzerte. Darüber hinaus engagiert er sich in der Flüchtlingshilfe.